# Wäinö Aaltonen
Pour les articles homonymes, voir Aaltonen.
Wäinö Aaltonen (né le 8 mars 1894 à Karinainen et mort le 30 mai 1966 à Helsinki) est un sculpteur finlandais. Il est considéré comme en avance sur son temps et comme un pionnier. Ses sculptures publiques sont des symboles nationaux importants dans son jeune pays mais aussi dans les pays nordiques. Ses sculptures au réalisme classique sont le pilier de l'art public finlandais des années 1920 et 1930, mais il a également exprimé l' expressionnisme, le cubisme, l'Art déco et d'autres courants internationaux et modernistes,.
Ses sculptures les plus célèbres sont monumentales et impliquent souvent des héros patriotiques. Les œuvres publiques, les plus significatives, de Waldemar Aaltonen, sont la statue de Paavo Nurminen (fi) (1925), exposée au stade olympique d'Helsinki et considérée comme le symbole du sport finlandais, Travail et futur (fi) (1930), cinq sculptures exposées dans la chambre du Parlement finlandais, qui illustrent les idéaux du jeune État, et la statue d'Aleksis Kivi (1930), exposée devant le théâtre national de Finlande, place de la gare centrale d'Helsinki, en hommage au « représentant le plus puissant et le plus original de l'esprit finlandais ».

## Biographie

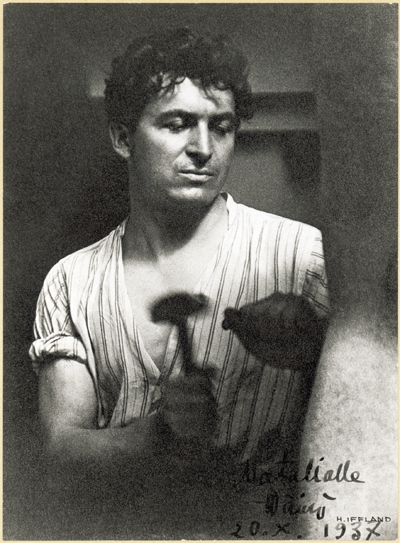
Wäinö Aaltonen dans les années 1920.

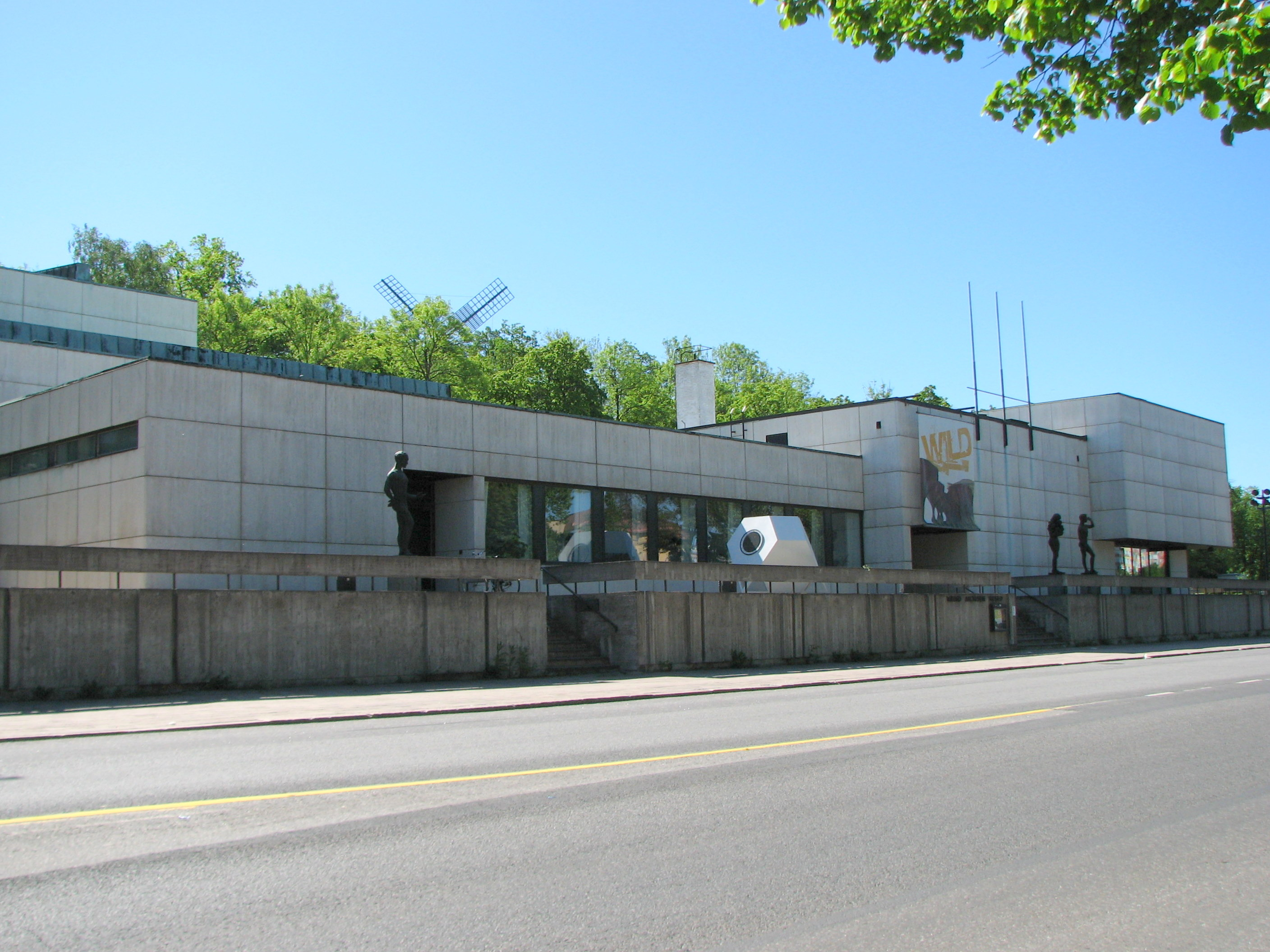
Le musée Wäinö Aaltonen à Turku.

Wäinö Waldemar Aaltonen est né le 8 mars 1894 à Karinainen,.
Fils d'un tailleur, Wäinö Aaltonen passe son enfance à Hirvensalo. 
De 1910 à 1915, il étudie le dessin et la peinture à l'école de dessin de Turku avec Victor Westerholm. 
À la fin de ses études il s'interesse à la sculpture.
Il apprend à sculpter comme aide de bûcherons et avec son cousin Aarre Aaltonen,.
Les statues en marbre représentant des enfants ou des femmes sont exposées pour ma première fois en 1916[réf. nécessaire].
Ses statues en granite sont ses premières œuvres qui attireront l’attention.
Sa statue monumentale de granite rouge, érigée à Savonlinna en 1921, représente un héros de guerre nu tenant en main un casque grec.
Parmi ses premières œuvres les plus célèbres il y a aussi le Garçon de granite (1917-1920)[réf. nécessaire].
Il participa aux compétitions artistiques des Jeux olympiques d'été de 1948.
Wäinö Aaltonen meurt le 30 mai 1966 à Helsinki. Sa dernière épouse est morte en 1991.

## Style
Wäinö Aaltonen est l'auteur de nombreux bustes et de monuments officiels. Il a travaillé le granite, notamment, dans un style ferme, un moment influencé par le cubisme, il est membre du groupe de Novembre.

## Œuvres
De nombreuses sculptures sont exposées au musée Wäinö Aaltonen de Turku et à l'Ateneum.
| Ouvrage                                                                                                 | Image | Lieu                                                     | année     | références |
| --- | ----- | -------------------------------------------------------- | --------- | ---------- |
| Turun Lilja (Lilja de Turku)                                                                            |       | Turku                                                    | 1926      | [ m 2 ]    |
| Vapauden Hengetär (L'esprit de la Liberté)                                                              |       | Église de la Croix, Lahti                                | 1952      | [ 14 ]     |
| Paavo Nurmen patsas (Sculpture de Paavo Nurmi)                                                          |       | 1: Helsinki 2: Ateneum 3: Turku 4: Lausanne 5: Jyväskylä | 1924      | [ m 3 ]    |
| Pehr Evind Svinhufvud                                                                                   |       | Parlement Helsinki                                       | 1961      |            |
| Hämeensillan Pirkkalaisveistokset (Quatre sculptures des Pirkkalaiset)                                  |       | Pont du Häme Tampere                                     | 1927 1929 |            |
| Buste de Aleksis Kivi                                                                                   |       | Turku                                                    | 1949      | [ m 4 ]    |
| Statue de Aleksis Kivi                                                                                  |       | Helsinki                                                 | 1949      | [ 15 ]     |
| Musan (La muse)                                                                                         |       | Turku                                                    | 1928      | [ m 5 ]    |
| Tulevaisuus (Le futur)                                                                                  |       | Turku                                                    | 1932      | [ m 6 ]    |
| Raivaaja, Henkinen työ, Tulevaisuus, Usko et Sadonkorjaaja (5 Sculptures de l'hémicycle de l'Eduskunta) |       | Helsinki                                                 | 1932      | [ 16 ]     |
| Mannis-patsas Buste d'Otto Manninen                                                                     |       | Mikkeli                                                  | 1954      | [ 17 ]     |
| Kun ystävyyssuhteet solmitaan (quand les liens d'amitié se nouent)                                      |       | 1: Göteborg 2: Turku                                     | 1948      | [ m 7 ]    |
| Raivaaja (Le pionnier)                                                                                  |       | Turku                                                    | 1932      | [ m 8 ]    |
| Henkinen työ (Le travail spirituel)                                                                     |       | Turku                                                    | 1932      | [ m 9 ]    |
| Myrsky (La tempête)                                                                                     |       | Turku                                                    | 1930      | [ m 10 ]   |
| Robert W. Ekmanin muotokuvahermi (Buste de Robert W. Ekman)                                             |       | Turku                                                    | 1925      | [ m 11 ]   |
| Victor Westerholmin muotokuvahermi (Buste de Victor Westerholm)                                         |       | Turku                                                    | 1927      | [ m 12 ]   |
| Graniittipoika I (Le garçon en granite)                                                                 |       | Helsinki                                                 | 1920      | [ a 2 ]    |
| Aleksis Kivi, luonnos (Aleksis Kivi, cubiste)                                                           |       | Helsinki                                                 | 1932      | [ a 3 ]    |

## Reconnaissance
- 1940 : Professeur ;

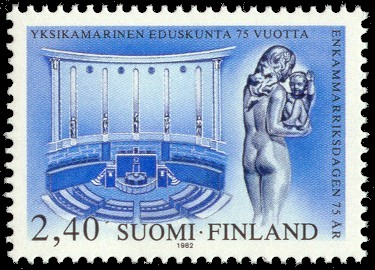
Tulevaisuus, timbre postal de 1982.

- 1947 : Médaille du Prince Eugène ;
- 1948-1964 : Académicien ;
- 1950 : Docteur honoris causa[7].

### Musée Wäinö Aaltonen
1. ↑  (en) « Liste des sculptures exposées à l'extérieur », Musée Väinö Aaltonen (consulté le 7 février 2013)
2. ↑  (en) « Lily (Lily of Turku), 1926 », Musée Väinö Aaltonen (consulté le 6 février 2013)
3. ↑  (en) « Paavo Nurmi », Musée Väinö Aaltonen (consulté le 6 février 2013)
4. ↑  (fi) « Aleksis Kiven muistopatsas », Musée Väinö Aaltonen (consulté le 6 février 2013)
5. ↑  (en) « The Muse (Memory Trace) », Musée Väinö Aaltonen (consulté le 6 février 2013)
6. ↑  (fi) « Tulevaisuus », Musée Väinö Aaltonen (consulté le 7 février 2013)
7. ↑  (fi) « Kun ystävyyssuhteet solmitaan », Musée Väinö Aaltonen (consulté le 7 février 2013)
8. ↑  (fi) « Raivaaja », Musée Väinö Aaltonen (consulté le 7 février 2013)
9. ↑  (fi) « Henkinen työ », Musée Väinö Aaltonen (consulté le 7 février 2013)
10. ↑  (fi) « Myrsky (Torpedovene S2:n miehistön haaksirikon muistomerkki), 1930 », Musée Väinö Aaltonen (consulté le 7 février 2013)
11. ↑  (fi) « Robert W. Ekmanin muotokuvahermi, 1925 », Musée Väinö Aaltonen (consulté le 7 février 2013)
12. ↑  (fi) « Victor Westerholmin muotokuvahermi », Musée Väinö Aaltonen (consulté le 7 février 2013)

### Musée Ateneum
1. ↑  (fi) « Aaltonen, Wäinö », VALTION TAIDEMUSEO (consulté le 7 février 2013)
2. ↑  (fi) « Graniittipoika I, 1917-1920 », Valtion taidemuseo (consulté le 7 février 2013)
3. ↑  (fi) « taidekokoelmat », Valtion taidemuseo (consulté le 7 février 2013)

#### En français
- Akoun
- Le Delarge (lire en ligne)

#### En anglais
- (en) « Wäinö Aaltonen », extrait de la notice dans le dictionnaire Bénézit , sur Oxford Art Online, 2011 (ISBN 9780199773787)
- (en) Ian Chilvers et John Glaves-Smith, A Dictionary of Modern and Contemporary Art, Oxford University Press, 2009 (ISBN 978-0-19-172675-0, lire en ligne)
- (en) Oliver Parfitt, The Oxford Companion to Western Art, Oxford University Press, 2003 (ISBN 978-0-19-172759-7, lire en ligne)
- (en) Ian Chilvers, The Oxford Dictionary of Art, Oxford University Press, 2004 (ISBN 978-0-19-172762-7, lire en ligne)
- (en) Ian Chilvers, The Oxford Dictionary of Art and Artists, Oxford University Press, 2009 (ISBN 978-0-19-172763-4, lire en ligne)
- (en) Leena Ahtola-Moorhouse, Grove Art Online, Oxford University Press, 1998 (ISBN 978-1-884446-05-4, lire en ligne)

#### En finnois
- (fi) Onni Okkonen, Wäinö Aaltonen 1915 - 1925, WSOY, 1925
- (fi) Esko Hakkila, Wäinö Aaltonen, Elämää ja taidetta, WSOY, 1942
- (fi) Onni Okkonen, Wäinö Aaltonen : taiteilijakuva, WSOY, 1944
- (fi) Onni Okkonen, Wäinö Aaltonen, WSOY, 1945
- (fi) Esko Hakkila, Wäinö Aaltonen, WSOY, 1953
- (fi) Matti Aaltonen, Wäinö Aaltonen 1984 - 1894 : veistoksia, tunnustuksia, mielipiteitä, Karisto, 1966
- (fi) Pfäffli Heidi, Leena Ahvenjärvi, Hyppönen Tarja, Kormano Riitta, Reitala Aimo et Vihanta Ulla, Wäinö Aaltonen 1894–1966, Turku, Musée Wäinö Aaltonen, 1994 (ISBN 952-9565-09-7). .
- (fi) Juha Ilvas, Kansallista taidetta : Suomalaista taidetta Kansallis-Osake-Pankin kokoelmissa, Helsinki, Kansallis-Osake-Pankki, 1989, 359 p. (ISBN 951-889-000-5)